# Zeitschrift für Archäologie des Mittelalters
Die Zeitschrift für Archäologie des Mittelalters (ZAM) ist eine deutsche archäologische Fachzeitschrift, deren Band 1 im Jahre 1973 erschien. Sie geht auf die Initiative der ersten Herausgeber Walter Janssen und Heiko Steuer zurück und erscheint heute im Bonner Verlag Rudolf Habelt (1981–1999: Rheinland-Verlag Köln). 1983 kam Günther Binding als weiterer Herausgeber hinzu. Heute fungieren Sebastian Brather, Ulrich Müller und Heiko Steuer als Herausgeber.
Die wissenschaftlichen Beiträge unterliegen einem peer-review. Die Zeitschrift ist nicht im open access verfügbar.
In einer Reihe von Beiheften erscheinen monographische Arbeiten, aber auch Kolloquiumsbände.
Die Zeitschrift für Archäologie des Mittelalters war 1973 ein wichtiger Meilenstein in der Entwicklung der Archäologie des Mittelalters als einer spezialisierten archäologischen Disziplin. Im ersten Band skizzierte Herbert Jankuhn programmatisch „Umrisse einer Archäologie des Mittelalters“. Die ersten Bände enthielten themen- und länderspezifische Bibliographien.